# Mark Whitby
Mark Steven Whitby (Swansea, 12 augustus 1973) is een Welsh voormalig voetbalscheidsrechter. Hij was in dienst van FIFA en UEFA tussen 2003 en 2014. Ook leidde hij tot 2015 wedstrijden in de Cymru Premier.
In Europees verband debuteerde Whitby op 22 juni 2003 tijdens een wedstrijd tussen Polonia Warschau en Tobol Qostanay in de eerste ronde van de UEFA Intertoto Cup; het eindigde in 0–3 en hij trok vijfmaal de gele kaart. Zijn eerste interland floot hij op 18 november 2003, toen Ierland met 3–0 won van Canada. Damien Duff opende de score, waarna twee doelpunten van Robbie Keane zorgden voor de eindstand. Tijdens deze wedstrijd hield Whitby zijn kaarten op zak.

## Interlands
| Datum            | Plaats               | Wedstrijd                    | Uitslag | Competitie           | Kreeg geel | Kreeg voor de tweede keer geel en dus rood | Weggestuurd |
| ---------------- | -------------------- | ---------------------------- | ------- | -------------------- | ---------- | ------------------------------------------ | ----------- |
| 18 november 2003 | Dublin, Ierland      | Ierland – Canada             | 3 – 0   | Vriendschappelijk    | 0          | 0                                          | 0           |
| 4 juni 2005      | Tallinn, Estland     | Estland – Liechtenstein      | 2 – 0   | WK 2006 kwalificatie | 3          | 0                                          | 0           |
| 24 maart 2007    | Luxemburg, Luxemburg | Luxemburg – Wit-Rusland      | 1 – 2   | EK 2008 kwalificatie | 4          | 0                                          | 0           |
| 20 augustus 2008 | Oslo, Noorwegen      | Noorwegen – Ierland          | 1 – 1   | Vriendschappelijk    | 0          | 0                                          | 0           |
| 28 maart 2009    | Luxemburg, Luxemburg | Luxemburg – Letland          | 0 – 4   | WK 2010 kwalificatie | 4          | 0                                          | 0           |
| 14 november 2009 | Lancy, Zwitserland   | Zwitserland – Noorwegen      | 0 – 1   | Vriendschappelijk    | 0          | 0                                          | 0           |
| 17 november 2010 | Koper, Slovenië      | Slovenië – Georgië           | 1 – 2   | Vriendschappelijk    | 0          | 0                                          | 0           |
| 29 mei 2011      | Dublin, Ierland      | Ierland – Schotland          | 1 – 0   | Vriendschappelijk    | 6          | 0                                          | 0           |
| 6 september 2011 | Skopje, Macedonië    | Macedonië – Andorra          | 1 – 0   | EK 2012 kwalificatie | 8          | 0                                          | 0           |
| 29 februari 2012 | Attard, Malta        | Malta – Liechtenstein        | 2 – 1   | Vriendschappelijk    | 4          | 0                                          | 0           |
| 7 juni 2013      | Tallinn, Estland     | Estland – Trinidad en Tobago | 1 – 0   | Vriendschappelijk    | 1          | 0                                          | 0           |